# Neodiogmites carrerai
Neodiogmites carrerai là một loài ruồi trong họ Asilidae. Neodiogmites carrerai được Artigas & Papavero miêu tả năm 1988. Loài này phân bố ở vùng Tân nhiệt đới.